# Carmen (storm)
Carmen var en extremt kraftig  extratropicsk cyklon och europeisk vindstorm som först orsakade stor skada i den amerikanska delstaten Maine, innan den korsade Atlanten och drabbade Storbritannien, Irland, Frankrike, Belgien, och Nederländerna. Den blåste under perioden 7-19 november 2010.

### Fotnoter
1. ↑  ”9 november 9, 2010 surface analysis”. FU-Berlin. Arkiverad från originalet den 4 mars 2016. https://web.archive.org/web/20160304031731/http://www.met.fu-berlin.de/de/wetter/maps/Analyse_20101109.gif. Läst 22 december 2011.
2. ↑  ”November 11, 2010 surface analysis”. FU-Berlin. Arkiverad från originalet den 20 april 2012. https://web.archive.org/web/20120420030337/http://www.met.fu-berlin.de/de/wetter/maps/Prognose_20101110.gif. Läst 22 december 2011.